# 松平女学校
松平女学校（まつだいらじょがっこう）は1929年に設立された日本の女学校。
1930年に学校法人として登録されたが、1933年には廃校となった。名称の由来は、校長であった日本婦人海外協会長の松平俊子から。
東京府下小金井村（現・東京都小金井市前原町3丁目）にあり、木造2階建校舎（約1,000m2）を中心として付属建物が3棟あった。教育の中心は、女子に実生活に必要な技芸と教養を身につけさせようとしたもので、本科は一学年に50名で、3年で修了し、高等科や速成科も設けられた。存続については、小金井村や東京市にも強く働きかけられたが、未曽有の不況（昭和恐慌）はいかんともできず、開校わずかに4年で閉鎖された。